# 세묜 티모셴코
세묜 콘스탄티노비치 티모셴코(러시아어: Семён Константинович Тимошенко, Semën Konstantinovič Timošenko; 1895년 2월 18일 – 1970년 3월 31일)는 소련의 군인이다. 그는 우크라이나의 오데사 근방의 빈농의 가정에서 태어났다. 1915년 제1차 세계대전이 발발하자, 러시아 제국에 징집되어 기병으로 서부전선에서 싸웠다. 1917년 10월 혁명이 일어나자 1918년 붉은 군대에 가담하였고, 1919년에는 볼셰비키당에 입당했다.
러시아 내전 때 그는 여러 전선에서 싸웠는데, 차리친 전투에서 스탈린과 친교를 맺게 되었다. 1920-1921년에는 세묜 부됸니 휘하의 제1기병군에서 근무해서 소련-폴란드 전쟁에도 참전했다.스탈린이 권좌에 오르자 그와의 친분때문에 빠르게 승진했고, 대숙청도 무사히 넘기게 되었다. 이후 1940년 보로실로프가 지휘한 소련군이 겨울전쟁에서 핀란드군에게 참패하자, 그를 대신해 지휘를 맡아 핀란드군을 격파했다. 이후 소련 원수에 오르고, 국방장관이 되어 다가오는 독일과의 전쟁을 대비하여 소련군의 전투력을 개선하는 데 힘썼다.
1941년 바르바로사 작전이 개시되자, 서부전선을 맡아 쇄도해 오는 독일군을 막았다. 독일군을 격퇴하지는 못했으나 전선을 안정화시키는데는 나름대로 기여했다. 1942년 봄 하르코프 근방에서 64만의 대군으로 공세를 지휘했지만, 독일군에게 참패한 후 더 이상 일선지휘에 나서지 못했다. 이후 후방에서 근무하다 종전을 맞았다.
소련영웅 2회, 레닌훈장 5번을 받았다.
| 전임 클리멘트 보로실로프 | 제2대 소련의 국방인민위원 1940년 5월 7일 ~ 1941년 7월 19일 | 후임 이오시프 스탈린 |